# Alison Peek
Alison Louise Peek (Adelaida, 12 de octubre de 1969) es una exjugadora australiana de hockey sobre césped.

## Trayectoria
Peek tuvo su debut olímpico en Barcelona 1992. Luego de su ausencia en Juegos Olímpicos de Atlanta 1996, volvió a la selección australiana en Sídney 2000. En el torneo derrotó a Argentina en la final y obtuvo la medalla de oro.